# Zużycie końcowe nośnika energii
Zużycie końcowe (finalne) - (ang. Final Consumption) – zużycie nośników energii na potrzeby technologiczne, produkcyjne i bytowe bez dalszego przetwarzania na inne nośniki energii. Wsad i potrzeby przemian energetycznych oraz straty powstałe u producentów i dystrybutorów są z zużycia końcowego wyłączone. Uwzględnia się natomiast zużycie paliw na produkcję ciepła, zużywanego w całości przez jego wytwórcę.